# Política de Santa Lúcia
O sistema político de Santa Lúcia é organizado da seguinte maneira:
- Poder Executivo: O chefe de Estado de Santa Lúcia é o rei Carlos III do Reino Unido (desde setembro de 2022), representado pelo governador-geral Neville Cenac (desde 2018); os chefes de governo são o primeiro-ministro Philip Pierre (desde 2021).

- Gabinete: Gabinete indicado pelo governador-geral, sob auxílio do primeiro-ministro.

- Eleições: A monarquia é hereditária; o governador-geral é indicado pelo monarca; após as eleições legislativas, o líder do partido de maioria ou o líder da coalização majoritária é geralmente indicado primeiro-ministro pelo governador-geral; o primeiro-ministro adjunto é indicado pelo governador-geral.

- Poder Legislativo: Parlamento bicameral que consiste no Senado (11 assentos; seis membros indicados pelo primeiro-ministro, três indicados pelo líder da oposição, e dois indicados após consulta com grupos religiosos, econômicos e sociais) e na House of Assembly (17 assentos, membros eleitos por voto popular).

- Poder Judiciário: Membro da Eastern Caribbean Supreme Court (Suprema Corte do Caribe Oriental), cuja  jurisdição se estende a Anguilla, Antígua e Barbuda, Ilhas Virgens, Dominica, Granada, Monserrate, São Cristóvão e Névis, Santa Lúcia, e São Vicente e Granadinas.